# Pterobryopsis cucullatifolia
Pterobryopsis cucullatifolia là một loài rêu trong họ Pterobryaceae. Loài này được S. Okamura mô tả khoa học đầu tiên năm 1916.